# 亞榮隆·撒可努
亞榮隆‧撒可努（排灣語：Sakinu Yalonglong，1972年1月28日—），臺灣臺東縣太麻里鄉香蘭部落拉勞蘭（Lalauran）排灣族人，臺灣作家及森林警察。

## 生平
以作品《山豬．飛鼠．撒可努》一書為大眾所知，亞榮隆‧撒可努因該書獲頒「2000年巫永福文學獎首獎」、「文建會2000年十大文學人」等獎項。該書曾獲教育部指定為國中必讀課外優良讀物，並曾為哈佛大學應用中文系指定必讀作品之一。其中〈飛鼠大學〉一文於2002年編入南一版國中一年級國文教材。此外，他的作品《走風的人》亦獲得2000年第一屆中華汽車原住民文學獎散文首獎 。從他的文學作品當中，能感受到他深受父親的影響，其最大的心願便是傳承父親的「獵人哲學」，因此開辦了一所「獵人學校」，以發揚排灣族的獵人文化與精神為使命。
除了文學創作以外，他也具繪畫、雕刻等才華。

## 創作風格與題材
亞榮隆‧撒可努作品風格清新生動，除了呈現他自己在部落中的成長經驗，也反映了原住民對都市的嚮往及迷茫，其作品中展現了強烈的族群文化認同。

## 代表作品

### 山豬‧飛鼠‧撒可努
散文集。2000年10月初版。
此書分為四大主題：「山與卡瑪」、「VuVu們」、「亞榮隆‧撒可努」、「獵人在都市」共16篇散文。全書讀來筆調雖輕鬆生動，卻背負了排灣族傳統文化延續的重任。
1. 山與卡瑪
排灣族語「卡瑪」意即父親。此一主題的文章主軸為亞榮隆‧撒可努跟隨父親到山上打獵的過程中所建立的「獵人哲學」。
2. VuVu們
排灣語「VuVu」意即祖父母。此主題敘述家鄉拉勞蘭部落VuVu們的生活智慧以及作者與VuVu們在山林間共度的童年生活。6篇文章內容不僅生動呈現了VuVu們的生活樣貌，也在回憶中透露了對排灣族傳統文化失傳的擔憂。
3. 亞榮隆‧撒可努
4篇文章主軸為尋根溯源，除了感慨愈來愈多的部落年輕人失去族群文化認同以外，〈我的妻子是平埔族人〉一文也描述了他協助妻子追溯其平埔族血統的過程。
4. 獵人在都市
包含兩篇文章〈台北記事〉與〈尋父親記〉，描繪了族人離開部落到都市謀生的矛盾與徬徨。

### 走風的人——我的獵人父親
散文集。2002年12月初版。
從楔子〈走風的人〉揭開「走風」的序幕，以作者的父親為敘述主軸，呈現其生命經驗。書名副標題「我的獵人父親」可見他為父作傳的心意。
以排灣族人的說法，「走風的人」意指：「讓吹來的風流動、灌進，我們叫替風開路的人；凡經過的地方，讓風跟進追流，我們叫走風的人……」，而亞榮隆．撒可努的父親便是族人口中之「走風的人」。
亞榮隆．撒可努以寫實的筆觸將父子對話貫串在此書中，父親帶領亞榮隆．撒可努學習獵人面對千變萬化的山林應有之應對與尊重。此書以其父子個人生命經驗反照出整個族群的文化特色，並在書寫過程中重新正視自身文化，為排灣族傳統文化的延續及「獵人哲學」留下足跡。

## 重要作品列表
- 《山豬·飛鼠·撒可努》（1998）（後被翻拍作同名電影）
- 《走風的人——我的獵人父親》（2002）
- 《外公的海》（2012）
- 《巴里的紅眼睛》（2016）
- 《台灣原住民的神話與傳說》（2021）
- 《和漂流木私奔》（電影）

## 獎項
- 巫永福文學奬首獎（2000）
- 文建會「2000年十大文學人」（2000 ）
- 第一屆中華汽車原住民文學獎散文首獎（2000）

## 主持節目
- 原住民族電視台《部落行腳》（2013）